# Takeshi Takashima
Takeshi Takashima (in giapponese 高品 彪) (Prefettura di Chiba, 25 gennaio 1891 – Guam, 28 luglio 1944) è stato un generale giapponese, comandante della guarnigione nipponica dell'isola di Guam durante la seconda guerra mondiale, rimasto ucciso durante il tentativo di riconquistare l'isola intrapreso dalle forze statunitensi nel luglio del 1944.

## Biografia
Nacque nella prefettura di Chiba il 25 gennaio 1891, e dopo essersi arruolato nell’esercito imperiale frequentò il 25º corso presso l’Accademia militare di Ichigaya uscendone nel dicembre 1913.  Prestò inizialmente servizio presso il 66º Reggimento fanteria, e poi frequentò la Scuola militare imperiale di Minato uscendone nel novembre 1922. Durante gli anni venti prestò servizio presso la fortezza di Keelung, a Taiwan, come comandante di battaglione del 50º Reggimento fanteria, e tra il 1933 e il 1934 come istruttore presso l’Accademia del genio militare. Dal 1934 al 1935 fu distaccato a prestare servizio presso il 4º Reggimento della Guardia imperiale, e dal 1935 al 1936 presso lo Stato maggiore della 16ª Divisione di stanza a Kyoto. 
Dal 1936 al 1937 fu in servizio presso il 3º Reggimento fanteria, e dal 1937 al 1938 fu comandante della fortezza di Takao, a Taiwan. Assunto il comando del 60º Reggimento fanteria nel corso del 1938, fu promosso maggiore generale nel marzo 1940, quando divenne comandante della 27ª Brigata di fanteria. Tra il 1940 e il 1942 fu comandante della fanteria della 14ª Divisione, e tra il 1942 e il 1943 comandò la 17ª Brigata mista indipendente. Nell’ottobre 1943 fu promosso al rango di tenente generale. 
Assunse il comando della 29ª Divisione quando quest’ultima fu trasferita dal presidio nel Manciukuò, a Guam, nelle isole Marianne.

### L’attacco a Guam
Divenuto comandante generale delle difese dell'isola all'inizio del 1944, aveva ai suoi ordini circa 18.000 soldati dell’esercito e fanti di marina. L’11 giugno l'isola fu attaccata dalle forze aeree statunitensi, e il 18 luglio iniziarono gli sbarchi a nord e a sud della penisola di Orote.  La 3ª Divisione Marines, al comando del maggiore generale Allen H. Turnage,  prese terra sulla costa tra Terungan e Agana, e il 25 luglio Takashina pianificò un contrattacco per ricacciare gli americani in mare. Predispose quindi di raggruppare tutte le unità giapponesi presenti sull'isola per scatenare una grande offensiva contro le teste di ponte americane, dopo i falliti attacchi contro le posizioni giapponesi sulla collina di Fonte, attaccando sia sul fianco destro che sinistro dello schieramento dei Marines. Circa sei battaglioni vennero predisposti per l’attacco, che avvenne nella notte del 25 luglio, sotto una pioggia battente per sfruttare l’effetto sorpresa. Esso fallì a causa dell’impiego da parte degli americani di proiettili illuminanti sparati dai pezzi d’artiglieria che consentirono ai marines di scoprire l’avanzata delle truppe giapponesi. Grazie all’intervento dei carri armati l'attacco fu fermato nelle prime ore della mattina del 26 luglio, e causò la perdita di ben 3.500 soldati giapponesi. Dopo il fallimento della controffensiva il comando giapponese predispose l’evacuazione delle difese della collina di Fonte, ma Takashina rimase ucciso in azione mentre sovraintendeva alla ritirata. Il suo superiore Hideyoshi Obata assunse il comando diretto delle truppe dell'esercito a Guam, suicidandosi l'11 agosto, il giorno dopo che l’isola era stata conquistata dalle truppe statunitensi.

### Periodici
- Alfred D. Castleman, Guam. L’isola perduta nel 1941 e riconquistata nel 1944, in Eserciti nella Storia, n. 77, Parma, Delta Editrice, novembre-dicembre 2013,  pp. 2-14.